# Job (futbolista)
José María Sánchez Guerra, conocido como Job (Badajoz, España, 6 de septiembre de 1959), es un exfutbolista español que se desempeñaba como defensa.

## Clubes
| Club                | País   | Año       |
| ------------------- | ------ | --------- |
| C. D. Badajoz       | España | 1979-1981 |
| R. C. D. Espanyol   | España | 1981-1988 |
| Real Betis Balompié | España | 1988-1990 |
| CP Cristian Lay     | España | 1990-1994 |